# Вайянкур, Сара
Сара Вайянкур (фр. Sarah Vaillancourt; род. 8 мая 1985, Шербрук, Квебек) — канадская хоккейная нападающая. Двукратная олимпийская чемпионка 2006 и 2010 годов. Чемпионка мира 2007 года. Обладательница Патти Казмайер Мемориал Эворд (2008).
Встала на коньки в возрасте двух лет, в хоккей играет с пяти. Впервые была приглашена с сборную Канады в возрасте восемнадцати лет, лучшим спортивным моментом в своей жизни считает выигрыш женской сборной Канады золотых олимпийских медалей на Олимпийских играх в Ванкувере в 2010 году. Образование в области психологии получила в Гарвардском Университете. Открытая лесбиянка.